# 第31屆傳藝金曲獎
第31屆傳藝金曲獎由國立傳統藝術中心於2020年主辦。由於COVID-19疫情的影響，本屆原定8月舉辦的頒獎典禮延期至10月24日舉行。
本屆出版類入圍名單以《NSO首席之聲 李宜錦－調和的靈感》入圍最佳藝術音樂專輯等獎項共五個提名，奪得最佳演奏及最佳錄音兩獎項。其中以同一專輯分別入圍最佳演奏獎的李宜錦和蘇孟風最終共同獲得此獎，創下先例。榮興客家採茶劇團則以《客家大戲-地獄變》和其出版專輯在兩大類獎項同獲五項提名，最終獲得最佳傳統表演藝術影音出版獎、戲曲表演類最佳音樂設計獎和最佳個人表演新秀獎。戲曲表演類最佳團體演出獎則由唐美雲歌仔戲團與高雄市國樂團合作的《月夜情愁》奪下。

## 系列活動
- 2020年1月1日至3月2日受理報名，特別獎推薦時間至5月4日止[5]。
- 2020年7月，受COVID-19疫情影響，原訂於8月中旬舉行的頒獎典禮延期至10月24日[2]。
- 8月11日，宣布本屆入圍名單及特別獎得主[6]。
- 10月24日，於臺灣戲曲中心舉行頒獎典禮[7]。

## 報名資格與統計
本屆傳藝金曲獎延續第30屆的獎項結構，凡於2019年首次發行的傳統暨藝術音樂專輯以及正式公開展演的戲曲作品均可參賽。本屆計有58個報名單位，643件作品參賽，其中出版類481件，報名件數銳減。本屆評審由潘皇龍擔任總召集人、戲曲表演類召集人則為徐亞湘。經初審、資格審及複審三階段評審，評選出83組入圍者角逐17個獎項。

## 入圍暨得獎名單
| 以表示得獎者 |

## 頒獎典禮
頒獎晚會於10月24日晚間7點在臺灣戲曲中心大表演廳舉行頒獎典禮，由中視新聞台實況轉播頒獎典禮。此為中視於第6屆金曲獎（1994年）後再次承辦典禮轉播，也是中視新聞台首次轉播金曲獎頒獎典禮。本屆傳藝金曲獎以「野‧無際」為主題，象徵表演藝術工作者無邊的想像力與蓬勃的生命力。典禮由劉建幗擔綱總導演，由李欣芸擔任音樂總監，共安排四段表演節目。典禮未設主持人，請到黃文擇以布袋戲的口白腔調串場引言並宣告入圍者。
| 表演節目／頒發獎項                                     | 表演／頒獎人                                                      |
| ------------------------------------------------------ | ----------------------------------------------------------------- |
| 表演節目：〈薪聲．祈福〉                               | 張逸軍、A Root同根生、徐挺芳、鄭芷芸                              |
| 最佳傳統音樂專輯獎 最佳藝術音樂專輯獎                  | 王心心、素還真                                                    |
| 最佳跨界音樂專輯獎 最佳宗教音樂專輯獎 最佳專輯製作人獎 | 吳榮順、楊錦聰                                                    |
| 表演節目：〈跨界．靈光〉                               | 蘇顯達、福爾摩沙愛樂管絃樂團                                      |
| 最佳演奏獎 最佳編曲獎                                  | 蘇顯達                                                            |
| 最佳音樂設計獎 最佳傳統表演藝術影音出版獎              | 鍾耀光                                                            |
| 表演節目：〈傳聲．共響〉                               | 生祥樂隊、陳建年                                                  |
| 最佳演唱獎 最佳錄音獎                                  | 林生祥、鍾永豐                                                    |
| 最佳作曲獎 最佳作詞獎                                  | 賴德和                                                            |
| 出版類特別獎：曾仲影                                   | 李永得                                                            |
| 戲曲表演類特別獎：曾永義                               | 李永得                                                            |
| 表演節目：〈野．無際〉                                 | 秀琴歌劇團張秀琴、莊金梅、張心怡 臺灣豫劇團王海玲、蕭揚玲、劉建華 |
| 最佳個人表演新秀獎 最佳演員獎                          | 王海玲、張秀琴                                                    |
| 最佳劇本獎                                             | 李季紋                                                            |
| 最佳團體演出獎                                         | 丁曉菁                                                            |

## 外部連結
- 第31屆傳藝金曲獎官網 （页面存档备份，存于）